# Gladys Hulette

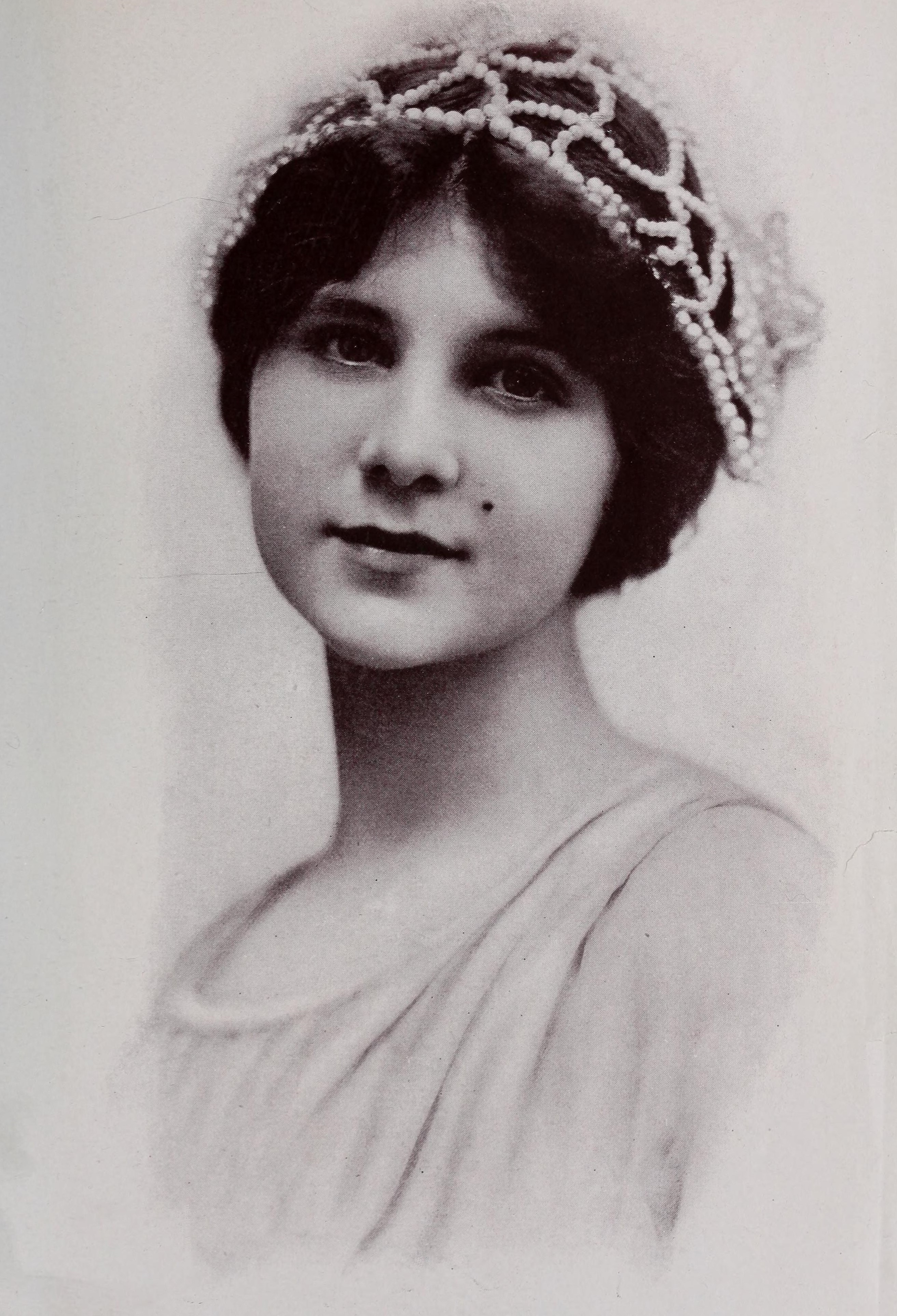
Gladys Hulette (1914)

Gladys Hulette (* 21. Juli 1896 in Arcade, New York; † 8. August 1991 in Montebello, Kalifornien) war eine US-amerikanische Schauspielerin der Stummfilmära.

## Leben und Karriere
Bereits im Alter von drei Jahren stand Gladys Hulette erstmals auf der Bühne und war während ihrer Kindheit am Broadway in wichtigen Rollen zu sehen, darunter als Tyltyl in der amerikanischen Uraufführung von Maurice Maeterlincks The Blue Bird. 1908 machte die damals 12-jährige Hulette ihr Filmdebüt in einer frühen Verfilmung von Romeo und Julia mit Florence Lawrence und Paul Panzer in den Hauptrollen. Schnell wurde Hulette zu einer gefragten Darstellerin des frühen Stummfilms und spielte etwa die Titelrolle in Alice im Wunderland (1910), der zweiten Verfilmung von Lewis Carrolls berühmtem Roman. Als sie älter wurde, verlegte sie sich vor allem auf Rollen als nette junge Frau, in die sich der Hauptdarsteller im Laufe des Filmes verliebt. Die meisten ihrer Filme aus den 1910er Jahren sind aber heute vergessen und verschollen. 1921 spielte sie eine ihrer bekanntesten Rollen neben Richard Barthelmess als junge Farmerstochter in Der Überfall auf die Virginiapost.
Von 1917 bis 1924 war sie mit dem Schauspieler William Parke Jr. verheiratet, die Ehe wurde geschieden.
Im Verlauf der 1920er Jahre spielte Hulette unter anderem in John Fords Stummfilm-Klassiker Das eiserne Pferd (1924), mit „Baby Peggy“ im Kinderfilm The Family Secret (1924) oder neben Oliver Hardy und Charley Chase in der Komödie Be Your Age (1926). Insgesamt ließ ihr Erfolg allerdings nach, da sie mit mittlerweile rund 30 Jahren für die jugendlichen Mädchenrollen, die sie sonst immer spielte, zu alt war. 1928 zog sie sich erstmals aus dem Filmgeschäft zurück, kam aber 1933 für einige Tonfilme nochmals wieder nach Hollywood zurück. Wie andere Stummfilmstars bekam sie dann allerdings nur noch winzige Rollen angeboten. Sie verabschiedete sich von der Schauspielerei und arbeitete 1948 als Ticketverkäuferin bei der Radio City Music Hall in New York. Anfang der 1980er Jahre lebte die mittlerweile betagte Hulette unter einfachen Umständen in einem staatlichen Altersheim in Rosemead. Der Filmhistoriker Walter R. Coppedge besuchte sie und schrieb: „Dennoch sind ihre Augen wach, ihre Figur geschmeidig, ihre Gesichtsfarbe pink und porzellanhaft. Sie ist immer noch dankbar für Freundlichkeit, besonders für die Versicherung, dass sie nicht vergessen ist, solange Menschen ihre Filme sehen.“
Gladys Hulette starb 1991 im Alter von 95 Jahren im kalifornischen Montebello.

## Filmografie (Auswahl)
(Von 1908 bis 1914 nur Kurzfilme)
- 1908: Romeo and Juliet
- 1908: A Street Waif’s Christmas

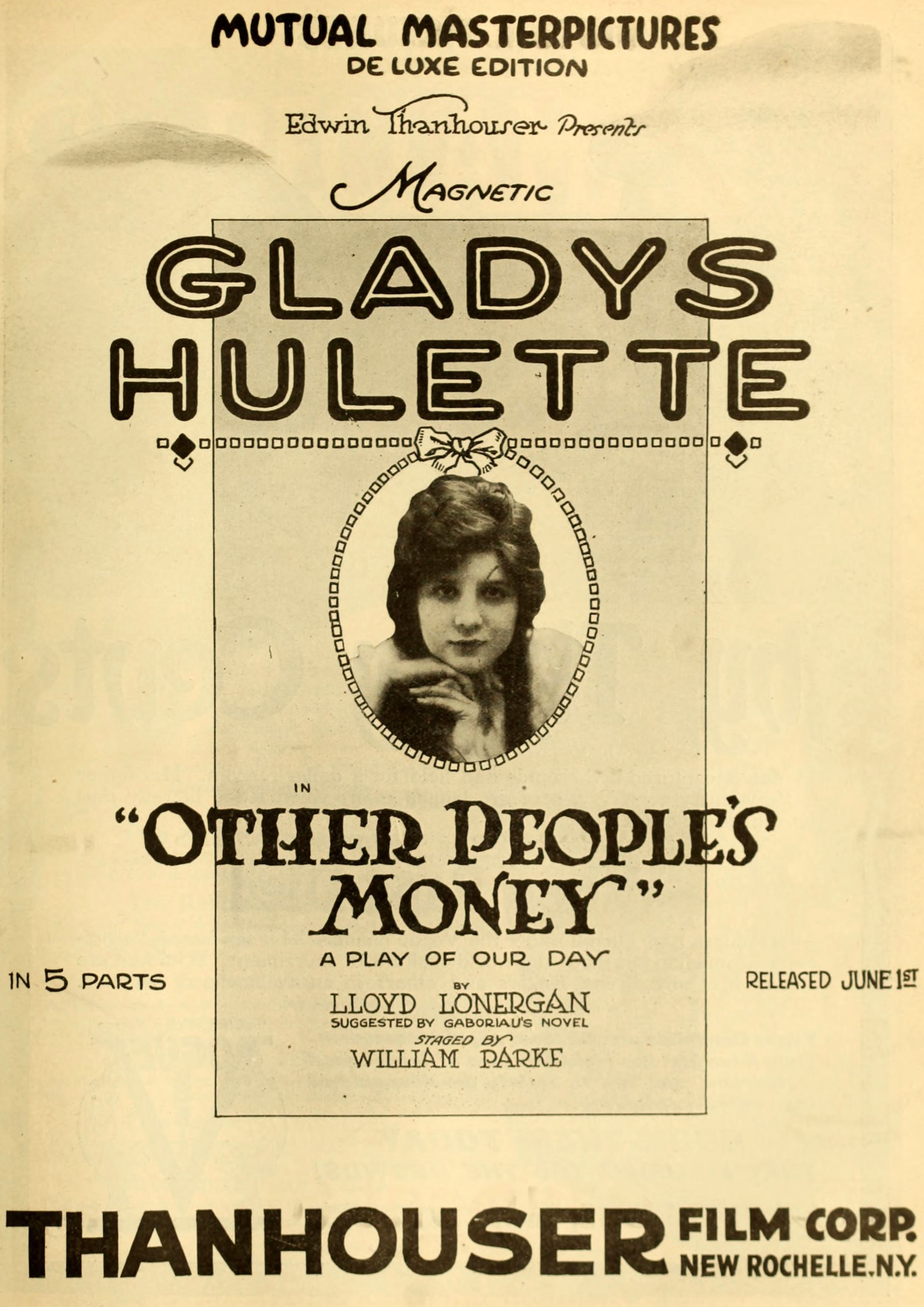
Filmplakat mit Gladys Hulette für Other People’s Money

- 1908: Princess Nicotine; or, The Smoke Fairy
- 1909: Hiawatha
- 1909: Thanksgiving, Then and Now
- 1909: A Midsummer Night’s Dream
- 1910: A Japanese Peach Boy
- 1910: Alice’s Adventures in Wonderland
- 1911: Father’s Dress Suit
- 1911: The Star Spangled Banner
- 1911: Lorna Doone
- 1911: The Price of a Man
- 1911: The Winds of Fate
- 1911: Captain Barnacle’s Baby
- 1911: Pull for the Shore, Sailor!
- 1911: Stage-Struck Lizzie
- 1911: Papa’s Sweetheart
- 1912: Jack and the Beanstalk
- 1912: The Bank President’s Son
- 1912: Martin Chuzzlewit
- 1912: How the Boys Fought the Indians
- 1912: The Librarian
- 1912: The Harbinger of Peace
- 1913: Her Royal Highness
- 1913: The Treasure of Captain Kidd
- 1913: Bobbie’s Long Trousers
- 1913: The Younger Generation
- 1913: The Embarrassment of Riches
- 1913: Mr. Toots’ Tooth
- 1913: Why Girls Leave Home
- 1913: Tired Bill’s Career as a Butler
- 1913: Silas Marner
- 1913: A Hornet’s Nest
- 1913: A Royal Romance
- 1913: Falling in Love with Inez
- 1914: The Janitor’s Flirtation
- 1914: How Bobby Called Her Bluff
- 1914: The Active Life of Dolly of the Dailies
- 1914: An American King
- 1914: The Adventure of the Extra Baby
- 1914: Courting Betty’s Beau
- 1914: With the Eyes of Love
- 1914: The Double Shadow
- 1914: The Lucky Vest
- 1914: The Adventure of the Missing Legacy
- 1914: A Foolish Agreement
- 1914: The Two Doctors
- 1914: A Deal in Statuary
- 1914: A Canine Rival
- 1914: The Stuff That Dreams Are Made Of
- 1914: A Village Scandal
- 1914: An Absent-Minded Cupid
- 1914: A Summer Resort Idyll
- 1914: Post No Bills
- 1914: The Poisoned Bit
- 1914: A Transplanted Prairie Flower
- 1914: George Washington Jones
- 1914: Getting to the Ball Game
- 1914: A Millinery Mix–Up
- 1914: His Chorus Girl Wife
- 1914: A Double Elopement
- 1915: Young Mrs. Winthrop (Kurzfilm)
- 1915: Tracked by the Hounds (Kurzfilm)
- 1915: Joey and His Trombone (Kurzfilm)
- 1915: A Thorn Among Roses (Kurzfilm)
- 1915: The Mission of Mr. Foo (Kurzfilm)
- 1915: Won Through Merit (Kurzfilm)
- 1915: Out of the Ruins (Kurzfilm)
- 1915: Count Macaroni (Kurzfilm)
- 1915: The Wrong Woman (Kurzfilm)
- 1915: The Working of a Miracle (Kurzfilm)
- 1915: The Corporal’s Daughter (Kurzfilm)
- 1915: Eugene Aram
- 1915: The King of the Wire (Kurzfilm)
- 1915: A Sprig of Shamrock (Kurzfilm)
- 1915: What Happened on the Barbuda (Kurzfilm)
- 1915: His Majesty, the King (Kurzfilm)
- 1915: Ambition (Kurzfilm)
- 1915: In the Name of the Law (Kurzfilm)
- 1916: What Doris Did (Kurzfilm)
- 1916: The Flight of the Duchess
- 1916: The Traffic Cop
- 1916: The Girl from Chicago (Kurzfilm)
- 1916: When She Played Broadway (Kurzfilm)
- 1916: Other People’s Money
- 1916: The Shine Girl (verschollen)
- 1916: Prudence, the Pirate (verschollen)
- 1917: Her New York
- 1917: Pots-and-Pans Peggy
- 1917: The Candy Girl
- 1917: The Cigarette Girl
- 1917: The Last of the Carnabys
- 1917: The Streets of Illusion
- 1917: Miss Nobody
- 1917: A Crooked Romance
- 1917: Over The Hill
- 1917: Mrs. Slacker
- 1917: For Sale
- 1918: Annexing Bill
- 1918: Waifs
- 1920: High Speed
- 1920: The Silent Barrier
- 1921: Der Überfall auf die Virginiapost (Tol’able David)
- 1922: Fair Lady
- 1922: The Referee
- 1922: Secrets of Paris
- 1922: How Women Love
- 1923: As a Man Lives
- 1923: Frauenfeinde (Enemies of Women)
- 1923: Whispering Palms
- 1923: Hoodman Blind
- 1923: The Night Message
- 1924: Das eiserne Pferd (The Iron Horse)
- 1924: The Family Secret
- 1924: The Slanderers
- 1924: Hoot Gibson, der Rächer der Berge (The Ridin’ Kid from Powder River)
- 1925: On the Threshold
- 1925: Private Affairs
- 1925: Go Straight
- 1925: Lena Rivers (verschollen)
- 1925: The Thoroughbred
- 1925: The Mystic
- 1925: The Pride of the Force
- 1926: The Skyrocket
- 1926: The Warning Signal
- 1926: Unknown Treasures
- 1926: Jack O’Hearts
- 1926: Be Your Age (Kurzfilm)
- 1926: The Night Owl
- 1927: Combat
- 1927: A Bowery Cinderella
- 1927: Life’s Crossroads
- 1928: Faithless Lover
- 1928: Making the Varsity
- 1933: Her Resale Value
- 1933: Torch Singer
- 1934: Millionäre bevorzugt (The Girl from Missouri)
- 1934: One Hour Late